# Berndt Haeppling
Berndt Haeppling, född 29 april 1917, död 10 november 2014, var en svensk kanotist. Största meriter är en guldmedalj från 1950 års världsmästerskap i Köpenhamn i grenen K4 1 000 meter tillsammans med Einar Pihl, Hans Eriksson och Henry Pettersson samt en silvermedalj i K2 500 meter i par med Henry Pettersson.
I VM 1950 tog Sverige både guld och silvermedaljer i K4 1 000 meter samt i K2 500 meter. Silvermedaljörer K4 1 000 meter var Gunnar Akerlund, Ebbe Frick, Sven-Olaf Sjödelius och Hans Wetterström. Vinnare på K2 500 meter var Lars Glassér i par med Ingemar Hedberg.
Berndt Haeppling representerade Västerås kanotförening.
Haeppling är Stor grabb nummer 30 på Svenska Kanotförbundets lista över mottagare för utmärkelsen Stor kanotist.